# Mortier

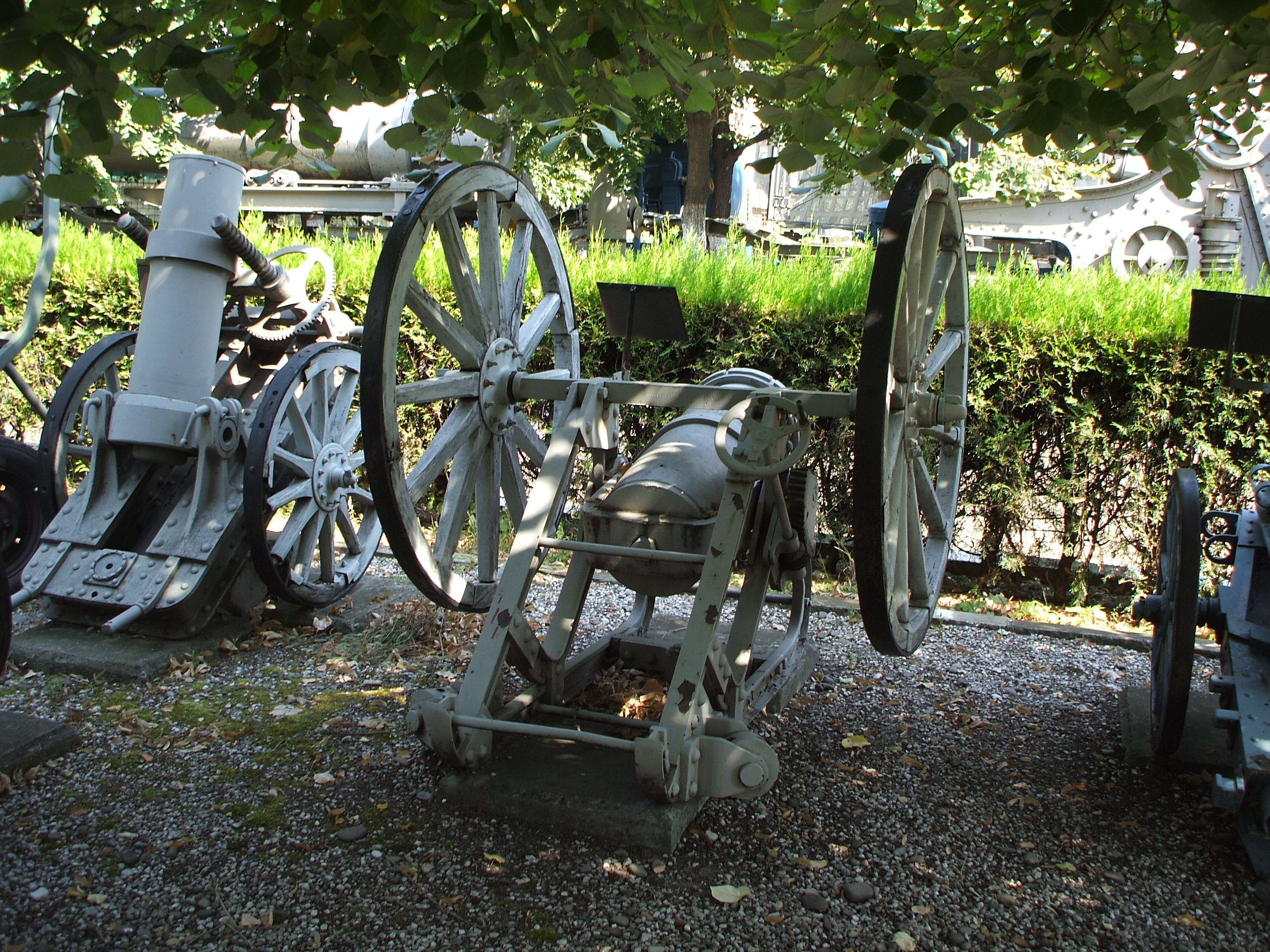
Mortier românesc de tranșee Negrei Model 1916, calibrul 250 mm (în centru).

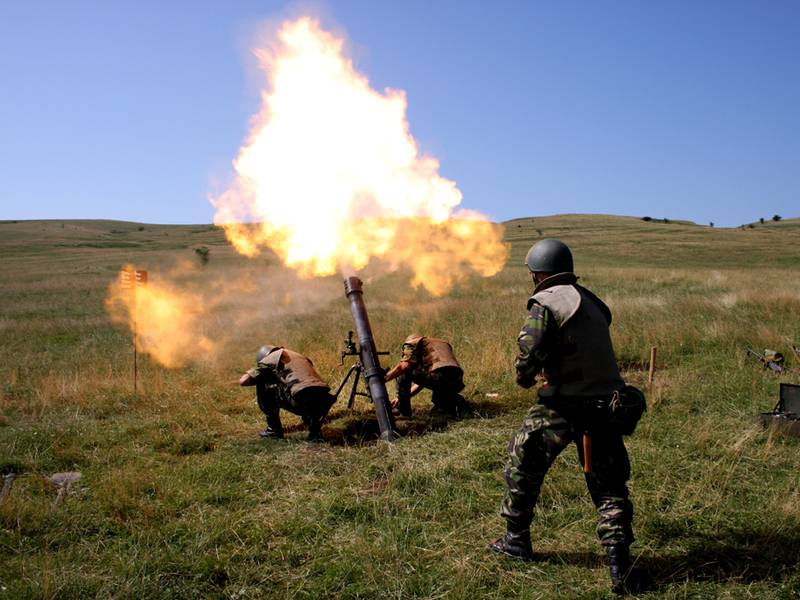
Aruncătorul de bombe românesc de calibrul 120 mm Model 1982.

Un mortier este o piesă de artilerie cu țeava scurtă, folosită pentru a lansa proiectile asupra unor obiective aflate de obicei în spatele unor obstacole. Proiectilele sunt încărcate în mod normal pe la gura țevii și au o viteză redusă, raza de acțiune fiind limitată. Traiectoria lor este curbă, cu un unghi de tragere de peste 45°, pentru a lovi țintele cât mai pe verticală. Proiectilele au stabilizare aerodinamică pentru a nu fi dezechilibrate la vârful traiectoriei. Presiunea maximă din țeavă este semnificativ mai mică decât în cazul pieselor de artilerie obișnuite deoarece proiectilul nu obturează corespunzător țeava. Prin urmare, țevile aruncătoarelor au pereții subțiri, fiind mai ușoare. Aruncătoarele de bombe au coeficientul de umplere a bombei mai mare decât în cazul pieselor de artilerie obișnuite de același calibru datorită caracteristicilor constructive.
Deși majoritatea tipurilor de mortier au țeava lisă (netedă) și nu ghintuită (ca a tunurilor și obuzierelor), există și mortiere ghintuite, ca de exemplu: MO-120 RT-61, M2, 25 cm schwerer Minenwerfer și M30.

## Denumire
De-a lungul timpului, mortierele au avut următoarele denumiri:
- piuă - termen învechit, folosit din cauza asemănării cu vasul în care se pisează boabele.
- mortier - termen de origine franceză, folosit la modul general sau pentru a descrie piesele care foloseau o încărcătură propulsivă aflată în culată pentru a lansa proiectilul.
- aruncător de mine sau aruncător - termen de origine germană (Minenwerfer), folosit pentru a descrie piesele care foloseau proiectile reactive.
- brand (pl. branduri) - denumire folosită din cauza omniprezenței aruncătoarelor Brandt de origine franceză în cadrul armatei române în timpul celui de-al Doilea Război Mondial.
- aruncător de bombe - denumire folosită în prezent de Armata Română pentru a descrie piesele moderne.